# Vetenskapsåret 1873

## Händelser

### Allmänt
- 1 maj-2 november - Världsutställningen 1873 hålls i Wien.

### Matematik
- Okänt datum - Charles Hermite menar att matematisk konstant e är ett transcendent tal.[1]

### Medicin
- mars: Charlotte Yhlen och Emily von Vegesack får som första svenska kvinnor läkarlegitimation

## Pristagare
- Copleymedaljen: Hermann Helmholtz, tysk läkare och fysiker.
- Wollastonmedaljen för geologi: Philip de Malpas Grey Egerton, brittisk paleontolog. [2]

## Födda
- 13 september - Constantin Carathéodory (död 1950), grekisk matematiker.
- 4 oktober - Dimitrie Pompeiu (död 1954), rumänsk matematiker.
- 9 oktober - Karl Schwarzschild (död 1916), tysk astronom och fysiker.
- 19 november - Elisabet Petersson (död 1919), första svenska kvinnliga zoolog.

## Avlidna
- 27 januari - Adam Sedgwick (född 1785), brittisk geolog.
- 18 april - Justus von Liebig (född 1803), tysk kemist.
- 14 december - Louis Agassiz (född 1807), schweizisk-amerikansk zoolog, glaciolog och geolog.

### Fotnoter
1. ↑  Crilly, Tony (2007). 50 Mathematical Ideas you really need to know. London: Quercus. sid. 25. ISBN 978-1-84724-008-8
2. ↑  ”Geological Society”. Arkiverad från originalet den 5 juni 2011. https://web.archive.org/web/20110605102217/http://www.geolsoc.org.uk/gsl/society/history/page750.html. Läst 13 april 2011.